# Villeneuve Basket Club
Actualités
Le Villeneuve Basket Club est un club français de basket-ball basé à Villeneuve-sur-Lot. Il a évolué trois saisons en Nationale 2 et Nationale A2 (2e division à l'époque). Il joue actuellement en Nationale 2.

## Historique
L'Aviron Villeuvois a créé sa section basket en 1948. Le club a évolué à Sous la Halle de 1954 à 1969, puis à la salle nommé le Stadium (1 000 places) de 1969 à 1985. Pendant cette période au Stadium, le club va évolué deux saisons en Nationale 2 (de 1982 à 1984) avec une cinquième place lors de la saison 1982-1983 (Poule B). Le club emménage à la salle Descartes (1 600 places) en 1985 et monte en Nationale 2 en 1987. En Avril 1989, le club change de nom pour se nommé le Basket Club Villeneuvois. Deux fois 6e en 1989-1990 (13 victoires pour 13 défaites) et 1990-1991 (12 victoires et 12 défaites). En 1991 voit la fusion du BC Villeneuvois et du club d'Agen pour s'appeler le Lot et Garonne Basket Club. L'équipe finit première de sa poule en 1991-1992 (20 victoires pour 6 défaites) et monte en Nationale A2. Pour la saison 1992-1993 en deuxième division, le club affiche un budget de 5,5 millions de francs, mais en cours de saisons le club ne finit pas la saison pour des raisons de difficultés financières et est mis en liquidation judiciaire. L'équipe sénior repart en division départementale juste après cette liquidation. Depuis le club a évolué en Pré-Nationale avant de monter en Nationale 3 en 2008. L'équipe obtient sa montée en Nationale 2 en 2018.  

### Palmarès
- Vice Champion de France de Nationale 2 : 1992.
- Finaliste de la Coupe de France amateur : 1988.

### Entraîneurs successifs
- 1992-1993 :  Patrick Maucouvert

### Salle
La salle Descartes d'une capacité de 1 600 places.